# مارتين أدان
مارتين أدان (بالإسبانية: Martín Adán)‏ هو كاتب وشاعر بيروفي، ولد في 28 أكتوبر 1908 في ليما في بيرو، وتوفي بنفس المكان في 29 يناير 1985.